# Patti Smith
Pour les articles homonymes, voir Smith.
Pour l’article ayant un titre homophone, voir Patty Smyth.

Signature de Patti Smith.

Patricia Lee Smith dite Patti Smith, née le 30 décembre 1946 à Chicago (États-Unis), est une chanteuse et guitariste punk rock américaine, elle est aussi poète, écrivaine, artiste-peintre et photographe.
Mariant la poésie beat avec le garage rock des années 1960 et 1970, elle est considérée comme la « marraine » du mouvement punk.
Elle est la veuve du guitariste de MC5 Fred Smith, dit Sonic.

## Biographie

### Premières années
Née à Chicago au sein d'une famille d'origine irlandaise, Patricia grandit à Pitman, petite ville située dans le sud du New Jersey. Son père est un ancien danseur de claquettes devenu employé de bureau dans une usine ; sa mère, ayant abandonné une carrière de chanteuse de jazz pour élever ses quatre enfants, est serveuse dans un restaurant. À l'adolescence, Patti se détache de l'éducation très religieuse de sa mère Témoin de Jéhovah. Diplômée de la Deptford Township High School (école secondaire) en 1964, elle entre à l'école normale pour devenir institutrice.
Lorsqu'elle tombe enceinte à 18 ans, elle en est radiée et doit travailler dans une usine. Elle donne naissance à sa première fille, qu'elle confie à l'adoption.

### 1967–1973: New York, Mapplethorpe

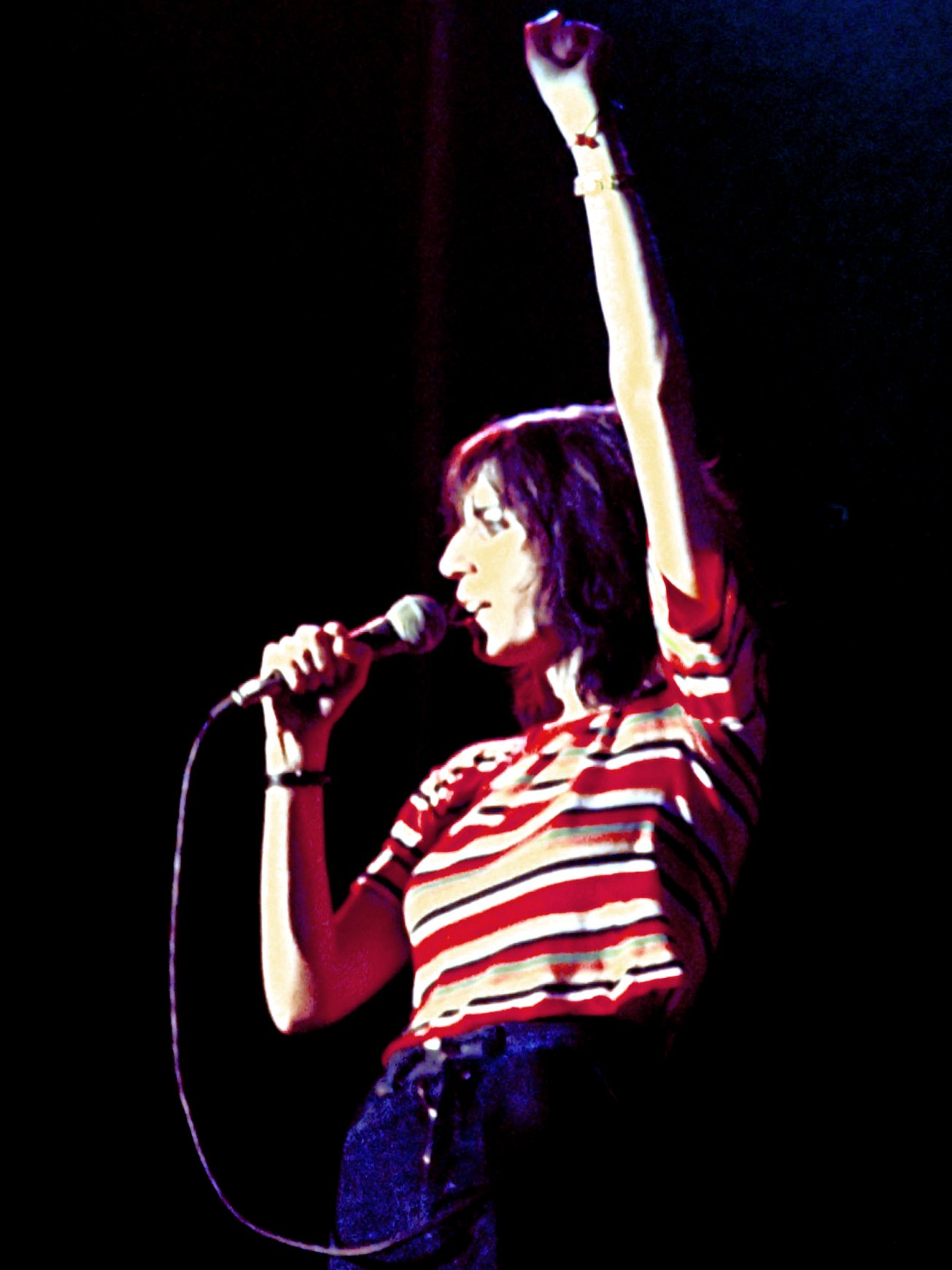
À Copenhague en 1976.

En 1967, Patti Smith quitte le Glassboro State Teachers College pour vivre à New York. N'ayant nulle part où loger et à la recherche d'un emploi, la jeune femme passe l'été à distribuer des CV et à chercher de la nourriture. Cherchant un logement, elle rencontre chez des amis un jeune homme en train de dormir « torse nu, des colliers de perles indiennes autour du cou ». Elle devient d'abord caissière dans une succursale de Brentano's et, au début de l'été, elle y rencontre par hasard le même jeune homme, Robert Mapplethorpe ; ils échangent pour la première fois leurs prénoms. Leur troisième rencontre est aussi le fruit du pur hasard : Robert se fait passer pour son fiancé alors que Patti est dans une situation délicate avec un autre homme. Le soir même commence leur vie commune dans un squat à Wawerly. Ils entretiendront un lien amoureux puis amical par la suite jusqu'à la mort de Robert en 1989.
Des photographies de Robert Mapplethorpe figurent sur les pochettes de plusieurs de ses albums. Patti Smith raconte qu'en 1968, c'est elle qui l'avait amené à découvrir la photographie en empruntant pour la première fois le polaroïd de son amie Sandy Daley, art qu'il s'est approprié ensuite jusqu'à exposer ses photos dans plusieurs musées.
Déjà durant l’été 1968, Patti Smith affirme avoir pratiqué le dessin et en particulier réalisé une série d’autoportraits, en « imitant Frida Kahlo ». À cette époque, Robert Mapplethorpe s'intéresse également au dessin et aux constructions graphiques.
En 1969 elle se rend avec sa sœur à Paris, où elles jouent dans la rue pour subvenir à leurs besoins. Le soir même de son retour à New York, Patti Smith s'installe dans l'appartement de Robert Mapplethorpe, sur la Delancey Street. Mapplethorpe est dans un état de santé déplorable. Réveillés à l'aube par un assassinat devant leur porte et craignant pour leur sécurité, ils déménagent à l'Allerton, un hôtel à bas prix. Cet hôtel, de qualité très médiocre, héberge une importante communauté de morphinomanes et d'alcooliques. L'un d'eux leur donne l'adresse du Chelsea Hotel. Stanley Bard, le gérant, avait à l'époque la réputation d'accepter les toiles des artistes talentueux en guise de paiement du loyer. Cette adresse permet à Patti Smith et Robert Mapplethorpe de fréquenter les célèbres clubs Max's Kansas City et CBGB, hauts lieux de la naissance de la musique punk.
Pendant la première partie des années 1970, Patti Smith pratique intensément la peinture, l'écriture et se produit en tant qu'actrice au sein du groupe The Poetry Project at St. Mark's Church (en). Elle travaille également avec Albert Bouchard (en), batteur du groupe Blue Öyster Cult, avec lequel elle coécrit plusieurs chansons dont Baby Ice Dog, Debbie Denise (adaptée de son poème In Remembrance of Debbie Denise), Career of Evil (single), Fire of Unknown Origin, The Revenge of Vera Gemini (titre sur lequel elle chante en duo avec Albert) et vit une passion amoureuse avec Allen Lanier, pianiste et guitariste rythmique du groupe. Plus tard, Buck Dharma, guitariste solo du Blue Öyster Cult, mettra en musique son poème Shooting Shark (single). Patti Smith écrit aussi de la critique rock, notamment pour les revues Creem Magazine et Rolling Stone. Dans son livre autobiographique Just Kids, la chanteuse affirme avoir entretenu une relation amicale avec Janis Joplin et avoir rencontré à plusieurs reprises Jimi Hendrix.

### 1974–1979: le Patti Smith Group

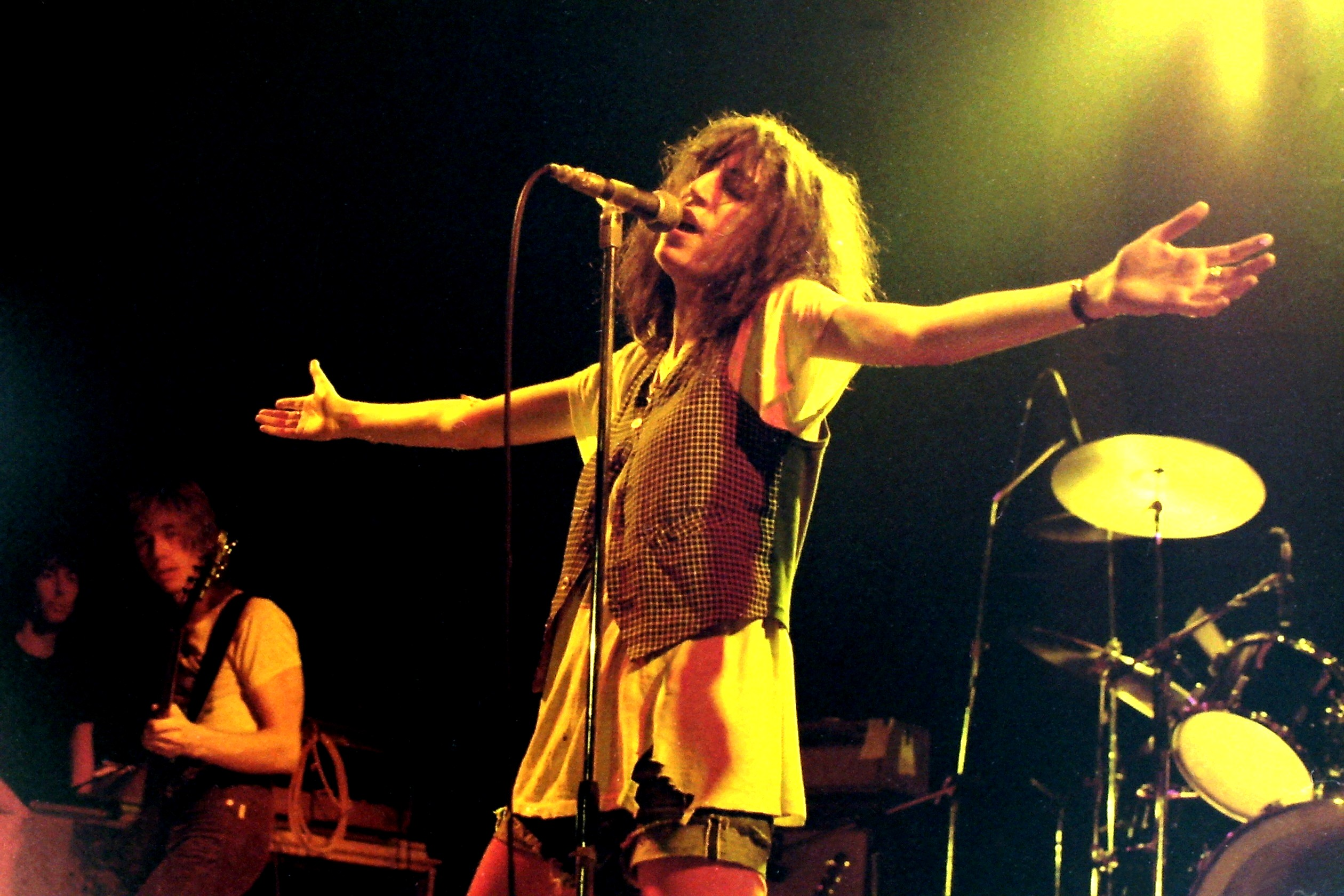
Patti Smith au Mannheimer Rosengarten (Mannheim), 1978.

Patti Smith rencontre Sam Shepard, dramaturge célèbre de Off-Broadway, dont elle s'amourache rapidement, avant de réaliser qu'il est marié et a un fils. Elle lui dédie notamment un poème qu'elle intitule Ballad of a Bad Boy. Robert Mapplethorpe ayant toujours insisté pour que Patti Smith fasse des lectures publiques de ses poèmes, il la met en lien avec Gerard Malanga qui organise une lecture à St Mark's Church. Patti Smith participe donc au Poetry Project, dirigé par Anne Waldman accompagnée de Lenny Kaye à la guitare. Cette lecture suscite de nombreuses offres, et notamment de la part du magazine Creem, qui propose à Patti Smith de publier une série de ses poèmes. Elle rédige également une pièce de théâtre intitulée Cowboy Mouth (en), en collaboration avec Sam Shepard, mettant en scène deux personnages, Slim Shadow et Cavale, reflétant les personnalités respectives des deux auteurs. Durant la troisième représentation, Sam Shepard disparaît pour finalement quitter New York et rejoindre sa famille en Nouvelle-Écosse.
Continuant l'expérience musicale de St. Mark's Church, Patti Smith et Lenny Kaye, désormais amants, sont rejoints en 1974 par Ivan Král (réfugié tchécoslovaque après le Printemps de Prague), à la basse, Jay Dee Daugherty à la batterie et Richard Sohl au piano, créant le Patti Smith Group. Avec l'aide financière de Robert Mapplethorpe, le groupe enregistre son premier single, Hey Joe / Piss Factory, en 1974. Sur la première face, le célèbre standard est complété par une partie parlée écrite par Patti Smith.
Engagé sur le label Arista Records, le Patti Smith Group sort en 1975 son premier album, Horses, avec lequel Patti obtiendra le Prix Charles Cros. Produit par John Cale du Velvet Underground, l'album commence par une reprise du Gloria des Them, accompagnée d'une partie parlée qui clame que « Jésus est mort pour les péchés de quelqu'un… mais pas les miens » (« Jesus died for somebody's sins but not mine. »).
Influencé par le son du punk, qui a commencé à émerger en Angleterre et aux États-Unis, le second album du groupe, Radio Ethiopia, se révèle moins accessible que le premier et ne remporte guère de succès, tant auprès du public que des critiques. Ce qui n'empêche pas Patti Smith de reprendre encore, aujourd'hui, certains de ses titres en concert.
Mais le 23 janvier 1977, l'artiste tombe accidentellement de scène durant un concert à Tampa, en Floride, se brisant plusieurs vertèbres sur le sol en béton de la fosse d'orchestre. Elle doit alors prendre une longue période de convalescence, qu'elle met à profit pour réorganiser son existence, écrivant et produisant une musique que certains jugent assagie. Ce qui ne l'empêche pas de sortir deux albums supplémentaires avant la fin des années 1970, dont le premier, Easter (1978), contenant notamment le tube Because the Night, coécrit avec Bruce Springsteen, remportera le plus grand succès commercial de sa carrière (13e place au Billboard). Wave, sorti en 1979, obtiendra moins de succès, bien que plusieurs morceaux aient été largement diffusés à la radio.

### 1980–1994: retraite anticipée

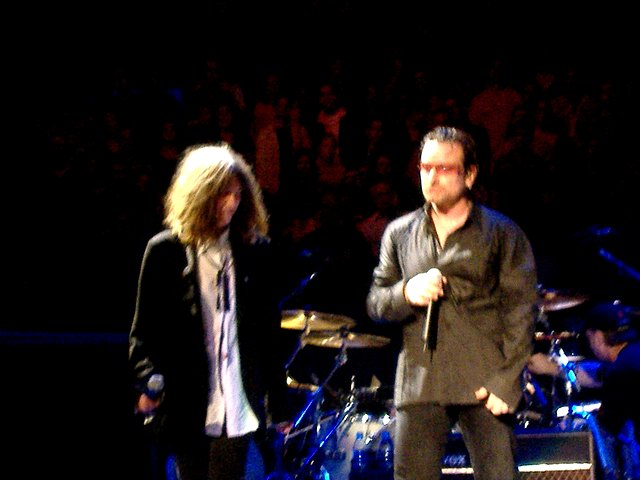
Patti Smith et Bono au Madison Square Garden.

À la fin des années 1970, Patti Smith rencontre Fred Smith, dit Sonic, guitariste du défunt groupe américain MC5, qui tourne à présent avec son Sonic's Rendezvous Band et partage notamment son amour de la poésie. Ils s'aiment et se marient. Mère d'un fils, Jackson (né en 1980) et d'une fille Jesse Paris née en 1987, Patti se retire presque entièrement du monde de la musique pour élever ses enfants, n'enregistrant en près de quinze ans qu'un seul album, Dream of Life, sorti en 1988.

### 1994-2003: le retour
En 1994, la vie paisible de Patti Smith est brutalement interrompue par la mort de son époux Fred Smith, puis de son frère Todd et de son pianiste Richard Sohl. Elle tente de se remettre de ces événements en retournant vivre à New York, puis, sur les conseils de ses amis Michael Stipe (du groupe R.E.M.) et Allen Ginsberg (elle avait rencontré le célèbre poète beat à la fin des années 1960), en remontant sur scène. Elle tourne ainsi brièvement aux côtés de Bob Dylan en décembre 1995.
Patti Smith redémarre ensuite pleinement sa carrière de musicienne, sortant en 1996 l'album Gone Again, qui contient notamment About a Boy, un hommage au chanteur Kurt Cobain, dont le suicide, moins de deux ans auparavant, l'avait beaucoup atteinte. Elle collabore la même année à l'album New Adventures in Hi-Fi de R.E.M., avant d'enregistrer les albums Peace and Noise (1997), dont est extrait le single 1959 sur l'invasion du Tibet par la Chine, et Gung Ho (2000). Sortent également un coffret d'inédits (The Patti Smith Masters, 1996) et une compilation, Land (1975-2002). Ne se limitant pas à la musique, elle réalise en 2002 une exposition artistique, Strange Messenger, accueillie par le musée Andy Warhol de Pittsburg.

### Depuis 2004

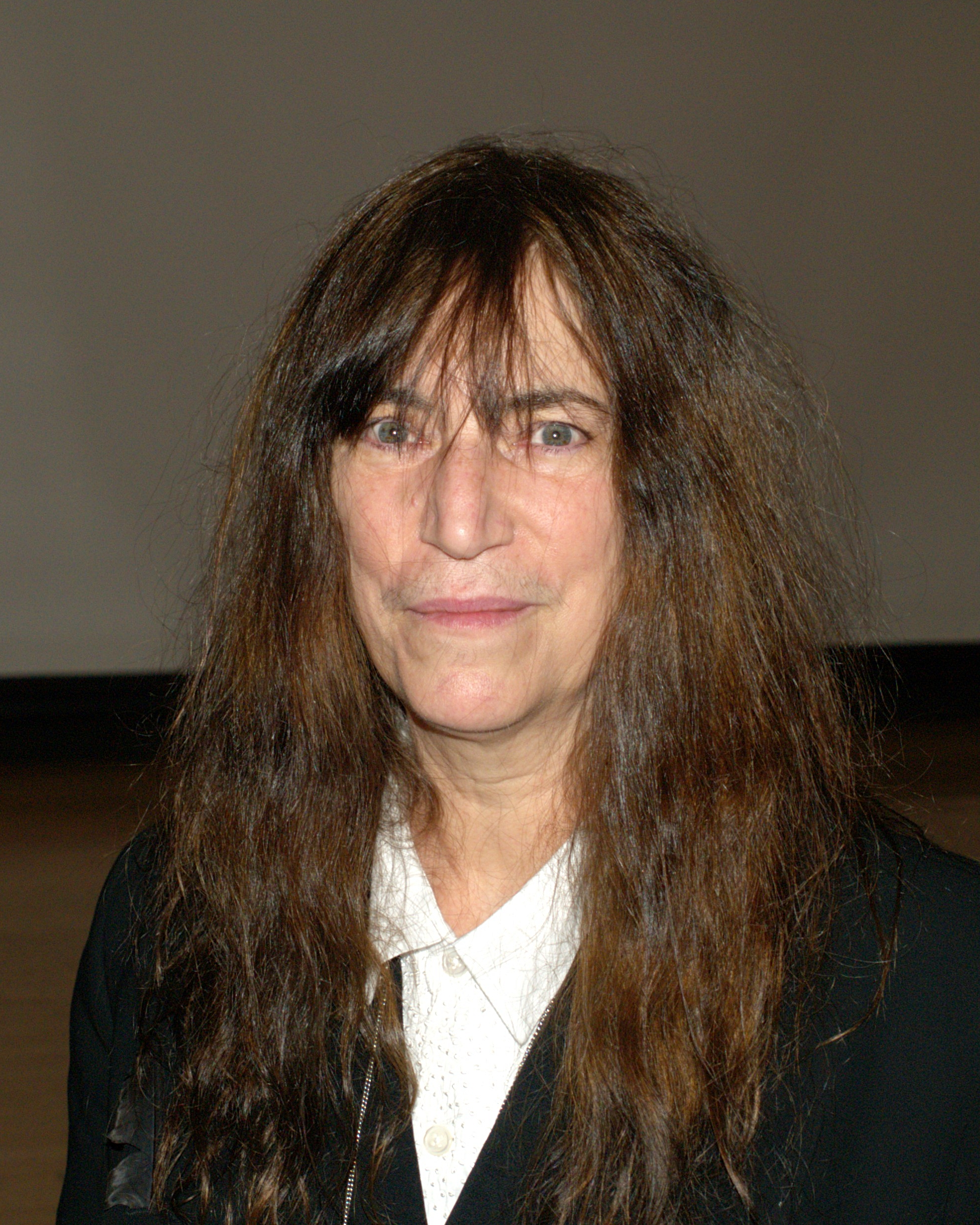
Patti Smith en mars 2011 au National Book Critics Circle Award 2010.

Patti Smith reste ensuite très active, sortant les albums Trampin' (2004) et Twelve (2007), se produisant régulièrement sur scène et chantant ses propres chansons ou donnant des lectures de poèmes d'Arthur Rimbaud et William Blake, comme ce fut le cas en 2005.
La même année, Patti Smith est faite commandeur de l'Ordre des Arts et des Lettres par le ministre français de la Culture. En 2007, elle entre au Rock and Roll Hall of Fame, jouant pour l'occasion la chanson Gimme Shelter des Rolling Stones, et reçoit en 2008 un doctorat honoraire de Rowan University, aux États-Unis, pour sa contribution à la culture populaire.
En ce qui concerne les arts visuels, la Fondation Cartier pour l'art contemporain accueille, en 2008 à Paris, Land 250, une vaste exposition d'œuvres réalisées entre 1967 et 2007,.
En mai 2010, Patti Smith et Lenny Kaye figurent dans le film de Jean-Luc Godard, Film Socialisme.
Fin 2010, elle publie Just Kids, récit autobiographique de sa jeunesse avec Robert Mapplethorpe, qui est couronné par le National Book Award le 17 novembre 2010. Elle en fait une lecture publique à deux voix avec Isabelle Huppert, à Paris, le 18 octobre 2010, au Théâtre de l'Odéon.
En janvier 2011, la Cité de la musique et la Salle Pleyel lui consacrent un cycle d'une semaine avec la projection du film Dream of Life, des séances de lectures, un concert acoustique et pour finir, un concert très rock autour des chansons de l'album Horses.
En 2011, elle reçoit le prix Polar Music.
En novembre 2011, une tournée française est organisée à Paris (Église Saint-Eustache et deux soirées à l'Olympia) ainsi que dans toute la France.
En juin 2012, elle fait paraître son album Banga, dont le titre This Is the Girl est un hommage à Amy Winehouse, alors que Maria célèbre son amitié avec l'actrice Maria Schneider, disparue l'année précédente. Pour le titre Nine, elle est accompagnée à la guitare par Johnny Depp et annonce la préparation de trois livres, ainsi que d'un album inspiré de la musique des Appalaches.

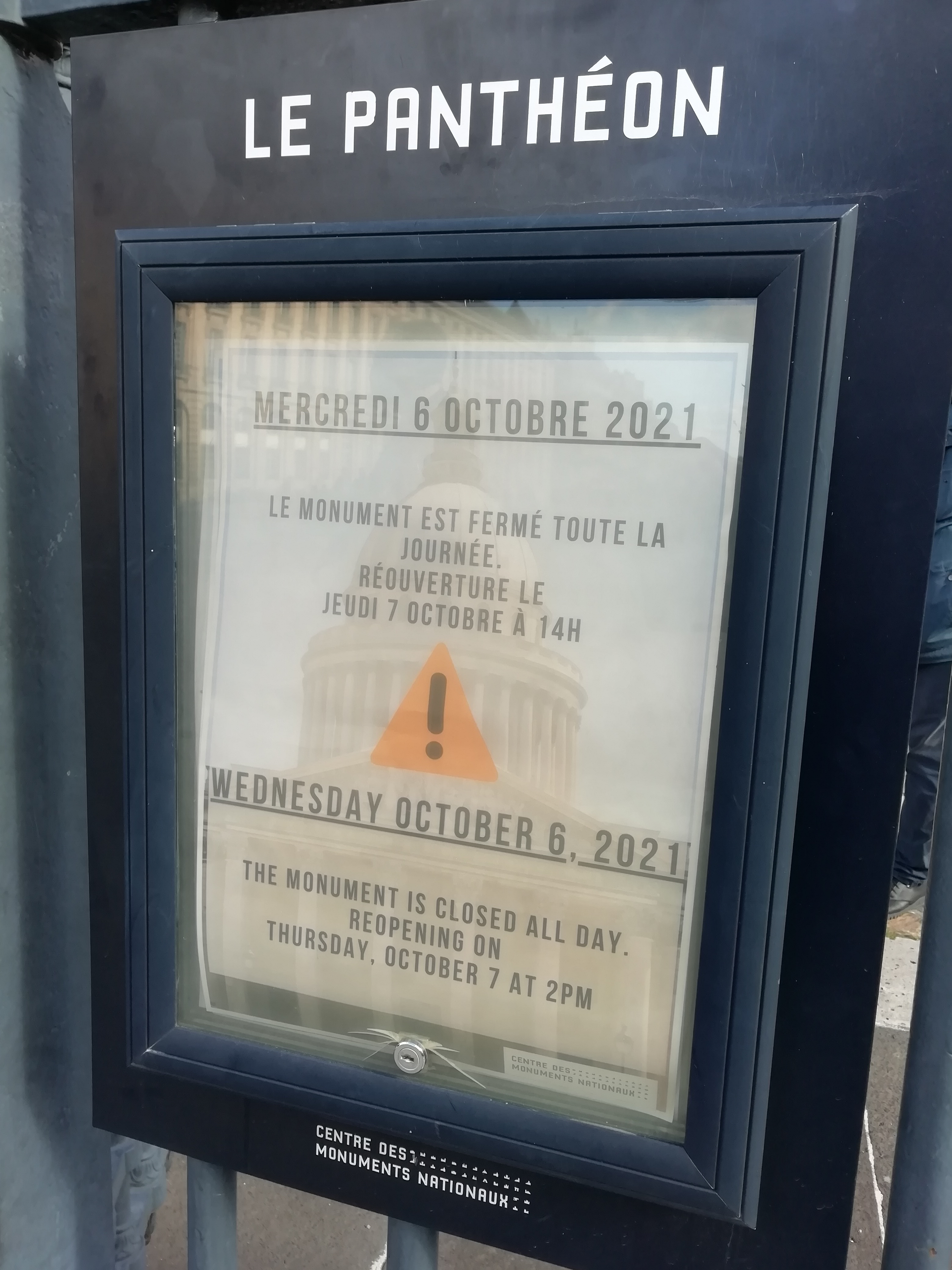
Annonce de la fermeture temporaire du Panthéon à l'occasion des concerts de Sting et Patti Smith, en octobre 2021.

Du 14 janvier 2014 au 26 avril 2014, le chanteur Cali et l'actrice Marie Barraud jouent au Théâtre de la Gaîté-Montparnasse la pièce de théâtre Cowboy Mouth, écrite par Patti Smith et Sam Shepard.
Le 6 octobre 2015, elle publie chez l'éditeur Knopf un nouveau récit autobiographique intitulé M Train, présenté comme une suite à Just Kids, où elle raconte ses voyages dans différents lieux phares liés à son univers artistique.
Le 10 décembre 2016, elle représente Bob Dylan à Stockholm pour la cérémonie de remise du Prix Nobel de Littérature, où elle interprète le titre A Hard Rain's A-Gonna Fall.
Le 14 février 2017, Patti Smith donne un double concert intimiste à la chapelle Notre-Dame-du-Haut de Ronchamp, patrimoine mondial de l'Unesco, dans le cadre du festival Generiq. Le lendemain, elle reçoit à l'hôtel de Lauzun la médaille Vermeil de la ville de Paris.
Le 7 octobre 2021, elle se produit au Panthéon de Paris devant un petit comité d'invités, à l'occasion du 50e anniversaire de la radio FIP, précédée la veille par une prestation de Sting.
Le 12 décembre 2023, elle annule un concert à Bologne pour raison médicale.[pertinence contestée]
Lors de la pandémie de COVID-19, Patti Smith a commencé à composer un Livre de jours, recueil de très courts textes et de photographies, dont elle est pour la plupart l'auteure, retraçant au jour le jour une année de sa vie. L'ouvrage a été publié en France en septembre 2023, aux Éditions Gallimard.

## Engagements
À de nombreuses reprises, Patti Smith a utilisé son art et sa célébrité pour soutenir des causes politiques. Elle soutient notamment le Green Party américain et son candidat aux élections présidentielles Ralph Nader, participant à plusieurs événements organisés par le parti, en chantant son morceau People Have the Power. En 2004, elle a soutenu le candidat démocrate John Kerry.
Pendant la durée de son mandat, la musicienne s'est inscrite contre la politique du gouvernement du président américain George W. Bush, tournant avec et participant à des manifestations réclamant la fin de la guerre en Irak et la destitution du président des États-Unis.
En décembre 2006, Patti Smith présente au public londonien deux nouvelles chansons, Qana, du nom d'un village libanais détruit par des frappes aériennes israéliennes, et Without Chains, à propos de Murat Kurnaz, un citoyen turc vivant en Allemagne depuis son enfance, enlevé et détenu entre 2001 et 2006 dans le camp de prisonniers américain de Guantanamo Bay.
Le 17 septembre 2010, au Zénith de Paris, elle participe au concert Peace One Day, pour la paix dans le monde, interprétant, entre autres Because the Night.
En 2012, à la suite de l'arrestation des Pussy Riot, Patti Smith prend avec de nombreux autres artistes le parti de soutenir les trois jeunes Russes emprisonnées. Cette participation s'illustre notamment sur scène ; en septembre 2012, sur la scène de la Fête de l'Humanité, elle a ainsi scandé sous une forme acronyme le nom du groupe devant son public.

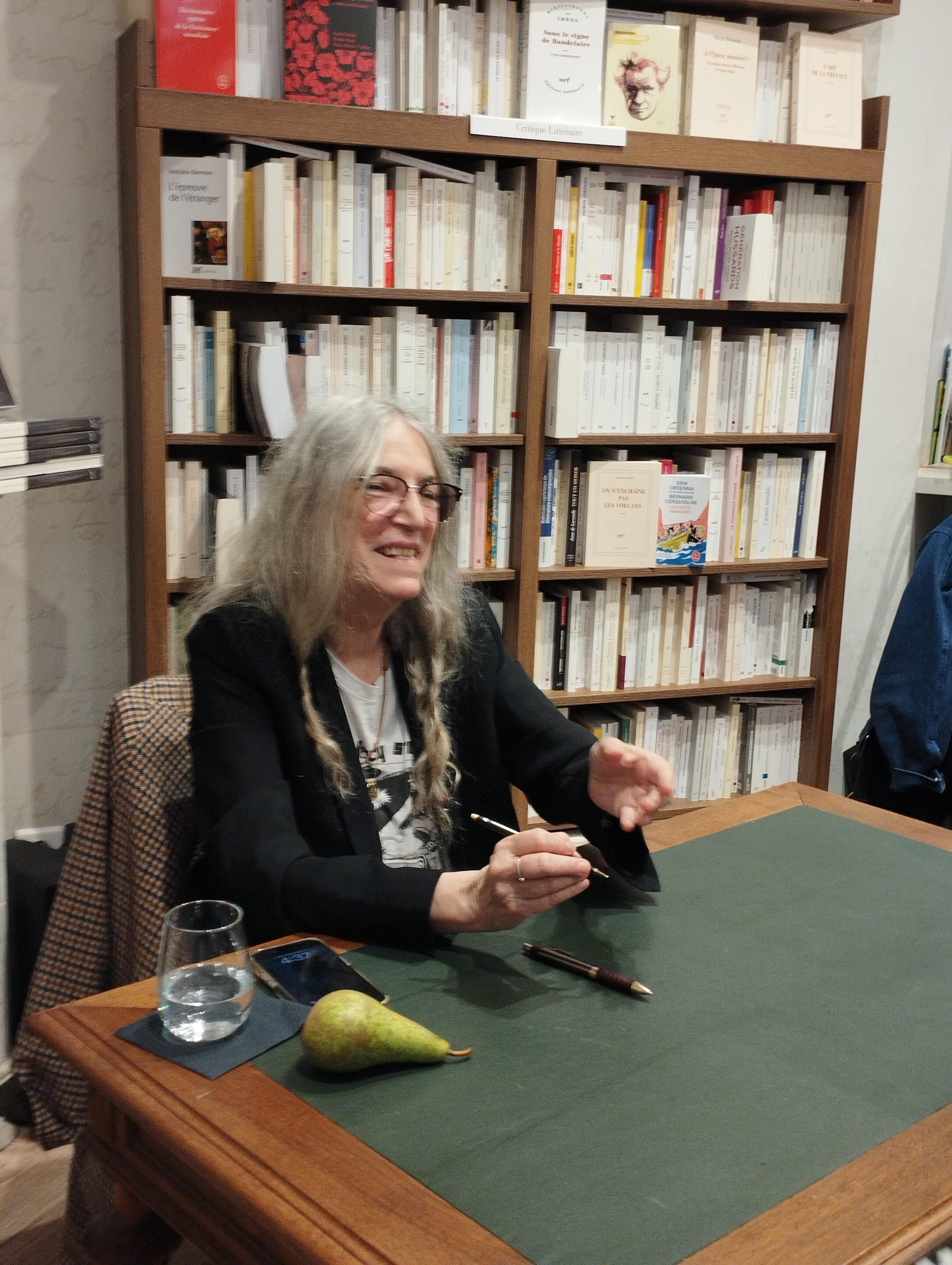
Patti Smith en séance de dédicace à la librairie Gallimard, en septembre 2023.

Le 13 juillet 2013, elle chante un hommage à Edward Snowden où elle se dit prête à l'accueillir à l'occasion d'un concert au Trädgårdsföreningen de Göteborg ou même d'autres concerts en Scandinavie,.
En septembre 2018, à la suite de la démission de Nicolas Hulot, elle signe avec Juliette Binoche la tribune contre le réchauffement climatique intitulée « Le plus grand défi de l’histoire de l’humanité », qui parait en une du journal Le Monde, avec pour titre L'appel de 200 personnalités pour sauver la planète.
Elle voue un véritable culte à Arthur Rimbaud, allant jusqu’à racheter, en 2017, la maison qui avait remplacé celle de la mère de celui-ci à 40 km au sud de Charleville-Mézières, à Roche, où le poète a écrit notamment Une saison en enfer et Le Bateau ivre. P. Smith s'était rendue pour la première fois sur la tombe d'Arthur Rimbaud en 1973, à Charleville-Mézières, où elle est allée ensuite plusieurs fois. Elle a signé le livre d'or de la ville et a été faite citoyenne d'honneur de la ville en 2019, à l'occasion de son passage au festival du Cabaret Vert. En 2023, elle illustre une réédition de Une saison en enfer (Gallimard) de dessins, photographies et écrits personnels.

## Discographie
- 1974 : Hey Joe / Piss Factory (Single hors album)
- 1975 : Horses[24]
- 1976 : Radio Ethiopia (Patti Smith Group)
- 1978 : Easter (Patti Smith Group)
- 1979 : Wave (Patti Smith Group)
- 1988 : Dream of Life
- 1996 : Gone Again
- 1997 : Peace and Noise
- 2000 : Gung Ho
- 2002 : Land (1975-2002) (Compilation)
- 2004 : Trampin'
- 2007 : Twelve (Album de reprises)
- 2008 : The Coral Sea (Patti Smith & Kevin Shields)
- 2011 : Outside Society (Compilation)
- 2012 : Banga

### Albums communs
- 2016 : Killer Road - Soundwalk Collective et Patti Smith. Album hommage à Nico
- 2019 : The Peyote Dance - Soundwalk Collective et Patti Smith. Album hommage à la poésie d'Antonin Artaud[25]
- 2019 : Mummer Love - Soundwalk Collective et Patti Smith. Album hommage à la période éthiopienne d'Arthur Rimbaud[26],[27]
- 2020 : Peradam - Soundwalk Collective et Patti Smith. Album hommage à René Daumal[28]
- 2022 : The Perfect Vision: Reworking - Soundwalk Collective et Patti Smith[29].

## Filmographie
- Patti Smith apparaît dans la série New York section criminelle (2011, saison 10, épisode 7, Le Dernier Vol d'Icare). Elle joue le rôle du professeur Cleo Alexander

- 2014 : The Killing de Nicole Kassel (série policière) S4 épisode1, elle joue une docteure dans un hôpital.
- 2017 : The Defiant Ones (série documentaire musicale) d'Allen Hughes : elle-même
- Dans le film Song to Song de Terrence Malick (2017), elle joue son propre rôle[30].
- Dans le film Ex Libris: The New York Public Library de Frederick Wiseman (2017), elle fait une brève apparition (conférence à propos de Jean Genet)[31].

- Le documentaire Patti Smith, la poésie du punk de Sophie Peyrard et Anne Cutaia lui est consacré. Il est diffusé en janvier 2022 sur Arte[32]

## Dans la culture
- Dans le film Un air de famille réalisé en 1996 par Cédric Klapisch, la musique sur lesquels Jean-Pierre Darroussin et Catherine Frot dansent un rock plein de rythme est People Have the Power.
- Benoît Bradel est le créateur d'un spectacle d'après le roman Le corps plein d'un rêve et la pièce radiophonique Les 7 vies de Patti Smith de Claudine Galéa.

## Publications

### En français
- The Night, avec Tom Verlaine, Fear Press, 1976, bilingue anglais-français
- Witt, (trad. François Merles des Iles), Michel Esteban, 1978, bilingue anglais-français
- Babel, (trad. Pierre Alien), Christian Bourgois éditeur, 1981. Réédition 10/18, 1999  (ISBN 2-264-02776-2)
- La Mer de corail, (trad. Jean-Paul Mourlon), Tristram, 1996  (ISBN 978-2907681124)
- Corps de plane, (trad. Jean-Paul Mourlon), Tristram, 1998  (ISBN 978-2907681193)
- Présages d'innocence, (trad. Jacques Darras), Christian Bourgois éditeur, 2007.  (ISBN 978-2-267-01916-2)
- Trois, (trad. Laurence Lenglet), Actes Sud, 2008  (ISBN 978-2-7427-7464-7) (3 volumes dont Charleville)
- Land 250, (trad. Laurence Lenglet), Fondation Cartier pour l'art contemporain, Paris, 2008.  (ISBN 978-2-86925-080-2) (les 3 volumes de Trois regroupés en un seul)
- Just Kids, (trad. Héloïse Esquié), Denoël, 2010  (ISBN 978-2-207-25600-8) - Prix du livre rock 2011[33].
- Glaneurs de rêves (Woolgathering), (trad. Héloïse Esquié), Gallimard, 2014  (ISBN 978-0811219440)[34]
- M Train, (trad. Nicolas Richard), Gallimard, 2016
- Dévotion, (trad. Nicolas Richard), Gallimard, 2018
- L'année du singe, (trad. Nicolas Richard), Gallimard, 2020
- Une saison en enfer : 1873, Arthur Rimbaud, photographies, écrits et dessins Patti Smith, Gallimard, coll. « Blanche », 2023  (ISBN 978-2072995736)
- Un livre de jours, Gallimard, 2023.

### En anglais
- Seventh Heaven (en), 1972
- Early Morning Dream (en), 1972
- A Useless Death (en), 1972
- Witt (en), 1973
- Ha! Ha! Houdini! (en), 1977
- Babel (en), 1978
- Woolgathering (en), 1992
- Early Work (en), 1994
- The Coral Sea (en), 1996
- Patti Smith Complete (en), 1998
- Strange Messenger (en), 2003
- Auguries of Innocence (en), 2005
- Poems (Vintage Classics) by William Blake, edited by and with introduction by Patti Smith, 2007
- Land 250, Thames & Hudson, 2008
- Trois, 2008
- Great Lyricists, foreword Rick Moody, The Guardian, 2008
- Just Kids, 2010
- M Train, 2015
- Devotion, 2017
- Year of the Monkey, 2019

## Distinctions
- Commandeure de l'ordre des Arts et des Lettres (par le Ministère de la Culture français), 2005
- National Book Award (États-Unis), 2010
- Prix Polar Music (Stig Anderson Music Award Foundation, Suède), 2011
- Médaille d'or du mérite des beaux-arts (Ministère de la Culture espagnol), 2019[35]
- Chevalière de la Légion d'honneur (par l'ambassadeur de France aux États-Unis) en 2022[36]